# Новосёловка (Софиевский сельский совет)
Новосёловка (укр. Новоселівка), село,
Софиевский сельский совет,
Близнюковский район,
Харьковская область, Украина.
Код КОАТУУ — 6320686306. Население по переписи 2001 г. составляет 186 (88/98 м/ж) человек.

## Географическое положение
Село Новосёловка находится на правом берегу реки Большая Терновка, есть мост. На противоположном берегу находится село Новомарьевка, примыкают сёла Софиевка Первая и Рудаево.
В 2,5 км от села проходит железная дорога, станция Рудаево линии Лозовая — Близнюки — Барвенково. На картах разных годов выпуска сёла Новосёловка и Рудаево путают местами.

## История
- 1790 — дата основания.

## Экономика
- В селе есть молочно-товарная ферма.
- Небольшой глиняный карьер.